# باز-عقاب سولاوسی
باز-عقاب سولاوسی (نام علمی: Nisaetus lanceolatus) (در گذشته در زیر سردهٔ بازعقاب‌های (Spizaetus) قرار می‌گرفت)، همچنین به عنوان باز-عقاب سِلِبِسی شناخته می‌شود، با جثهٔ متوسط، تقریباً ۶۴ سانتیمتر (۲۵ اینچ) است. پرندهٔ شکاری قهوه‌ای بلند و بدون کاکل در تیرهٔ بازان (Accipitridae) است. بزرگسالان دارای پرهای سر و سینه قهوه‌ای مایل به قرمز، پرهای برجسته، بال‌های قهوه‌ای تیره و سفید با نوار سیاه در زیر هستند. جوان سر و زیرتنهٔ سفید دارد.
باز-عقاب سولاوسی یک گونهٔ بومی اندونزی است که در جنگل‌های بارانی سولاوسی و جزیره‌های اقماری آن بوتون، مونا، بانگگی و سولا پراکنده شده است. رژیم غذایی عمدتاً شامل پرندگان، مارمولک‌ها، مارها و پستانداران است.